# Bordoli Motorsport
Bordoli Motorsport – szwajcarski zespół wyścigowy, założony w 1977 roku przez Jakoba Bordoli. Obecnie ekipa startuje w ATS Formel 3 Cup, Austriackiej Formule 3 oraz w CH Bergmeisterschaft. W przeszłości zespół pojawiał się także w stawce Europejskiej Fomuły 3, Pucharu Porsche, Szwajcarskiej Formuły 3 oraz Formuły 3 Euro Series oraz Brytyjskiej Formuły 3. Siedziba zespołu znajduje się w szwajcarskiej miejscowości Schiers.

## Starty

### Formuła 3 Euro Series
| Rok  | Bolid             | Kierowcy         | Wygrane | PP | NO | Pkt | M.K. | M.Z. |
| ---- | ----------------- | ---------------- | ------- | -- | -- | --- | ---- | ---- |
| 2006 | Dallara F305-Opel | Natacha Gachnang | 0       | 0  | 0  | 0   | 24   | NS   |